# Ace of Base-diszkográfia
Ez a szócikk az Ace of Base nevű svéd együttes diszkográfiája, mely az ABBA és a Roxette után a harmadik legnagyobb eladást produkáló együttes Svédországból. A becslések szerint több mint 30 millió albumot és 15 millió kislemezt értékesítettek világszerte.
Az együttes eddig 5 stúdióalbumot, 24 kislemezt, ugyanennyi videóklipet, 5 promóciós kislemezt, 2 EP-t, 3 box-szettet, valamint 7 válogatás albumot jelentetett meg világszerte.

## Albumok

### Stúdió albumok
| Happy Nation                                                          | - Megjelent: 1992. december 24. - Label: Edel-Mega - Fortmátum: CD, LP, MC                   | 3  | 9   | 3  | —  | 2 | 1  | 1  | 2   | 1  | —   | - AUS: Platina - AUT: Platinua - FIN: Arany - FRA: Gyémánt - GER: 3x Platina - SWI: Platina - UK: 2x Platina |
| The Sign (Happy Nation U.S. Version)                                  | - Megjelent: 1993. november 23. - Label: Arista - Formátum: CD, LP, MC                       | 3  | —   | 3  | 1  | — | —  | —  | 8   | —  | 1   | - AUT: Arany - CAN: Gyémánt - SWI: Platina - US: 9x Platina                                                  |
| The Bridge                                                            | - Megjelent: 1995. október 27. - Label: Edel-Mega - Formátum: CD, LP, MC, DCC                | 1  | 46  | 10 | 9  | 2 | 29 | 8  | 4   | 66 | 29  | - SWE: Arany - CAN: 2x Platina - FIN: Platina - FRA: Platina - GER: Arany - SWI: Platina - US: Platina       |
| Flowers                                                               | - Megjelent: 1998. június 15. - Label: Edel-Mega - Formátum: CD, MC                          | 5  | 217 | 15 | —  | 2 | 16 | 3  | 1   | 15 | —   | - SWI: Arany - UK: Ezüst                                                                                     |
| Cruel Summer                                                          | - Megjelent: 1998 augusztus 25. - Label: Arista - Formátum: CD, MC                           | —  | —   | —  | 23 | — | —  | —  | —   | —  | 101 | - CAN: Arany                                                                                                 |
| Da Capo                                                               | - Megjelent: 2002 szeptember 30. - Label: Edel-Mega - Formátum: CD, MC                       | 25 | —   | 61 | —  | — | —  | 48 | 23  | —  | —   | |
| The Golden Ratio                                                      | - Megjelent: 2010 szeptember 24. - Label: Universal Music - Formátum: CD, Digitális letöltés | —  | 108 | —  | —  | — | —  | 20 | 100 | —  | —   | |
| "—" nem volt slágerlistás helyezés, vagy nem jelent meg az országban. |                                                                                              |    |     |    |    |   |    |    |     |    |     | |

### Válogatás albumok
| Singles of the 90s                                                    | - Megjelent: 1999. november 15. - Label: Edel-Mega      | 36 | 244 | 32 | —  | 29 | 25 | 21 | 35 | 14 | 62 |
| Greatest Hits                                                         | - Megjelent: 2000. március 21. - Label: Arista          | —  | —   | —  | —  | —  | —  | —  | —  | —  | —  |
| The Collection/All That She Wants                                     | - Megjelent: 2002. október 14. - Label: Universal Music | —  | —   | —  | —  | —  | —  | —  | —  | —  | —  |
| Platinum & Gold Collection                                            | - Released: 2003. május 6. - Label: Arista              | —  | —   | —  | —  | —  | —  | —  | —  | —  | —  |
| The Hits                                                              | - Megjelent: 2004 - Label: Gallo                        | —  | —   | —  | —  | —  | —  | —  | —  | —  | —  |
| Platinum & Gold                                                       | - Megjelent: 2010. március 10. - Label: Warner          | —  | —   | —  | 26 | —  | —  | —  | 6  | —  | —  |
| Hidden Gems                                                           | - Megjelent: 2015. március 6. - Label: Playground       | —  | —   | —  | —  | —  | —  | —  | —  | —  | —  |
| "—" nem volt slágerlistás helyezés, vagy nem jelent meg az országban. |                                                         |    |     |    |    |    |    |    |    |    |    |

### Box Set
| Cím                     | Album megjelenés                                                       |
| ----------------------- | ---------------------------------------------------------------------- |
| Exclusive Fan Edition   | - Megjelent: 2003. június 30. - Label: Polydor - Formátum: CD/DVD      |
| The Ultimate Collection | - Megjelent: 2005. július 19. - Label: Universal Music - Formátum: CD  |
| Greatest Hits           | - Megjelent: 2008. november 14. - Label: Playground - Formátum: CD/DVD |

### EP
| Cruel Summer (Rico Bernasconi vs Ace of Base)                         | - Megjelent: 2009. szeptember 5. - Label: Warner - Formátum: CD, 12", Digitális letöltés | 69 |
| All That She Wants (Remixed)                                          | - Megjelent: 2014 július 7. - Label: Playground - Formátum: Digitális letöltés           | —  |
| "—" nem volt slágerlistás helyezés, vagy nem jelent meg az országban. |                                                                                          |    |

## Kislemezek
| Év                                                                    | Cím                                     | Legjobb slágerlistás helyezés | Legjobb slágerlistás helyezés | Legjobb slágerlistás helyezés | Legjobb slágerlistás helyezés | Legjobb slágerlistás helyezés | Legjobb slágerlistás helyezés | Legjobb slágerlistás helyezés | Legjobb slágerlistás helyezés | Legjobb slágerlistás helyezés | Legjobb slágerlistás helyezés | Díjak, jelölések                                                                        | Album                 |
| Év                                                                    | Cím                                     | SWE                           | AUS                           | AUT                           | CAN                           | FIN                           | FRA                           | GER                           | SWI                           | UK                            | US                            | Díjak, jelölések                                                                        | Album                 |
| --------------------------------------------------------------------- | --------------------------------------- | ----------------------------- | ----------------------------- | ----------------------------- | ----------------------------- | ----------------------------- | ----------------------------- | ----------------------------- | ----------------------------- | ----------------------------- | ----------------------------- | --------------------------------------------------------------------------------------- | --------------------- |
| 1992                                                                  | "Wheel of Fortune"                      | —                             | —                             | —                             | —                             | —                             | —                             | —                             | —                             | —                             | —                             |                                                                                         | Happy Nation/The Sign |
| 1992                                                                  | "All That She Wants"                    | 3                             | 1                             | 1                             | 1                             | 4                             | 2                             | 1                             | 1                             | 1                             | 2                             | - AUS: 2× Platina - AUT: Arany - FRA: Arany - GER: 3x Arany - UK: Platina - US: Platina | Happy Nation/The Sign |
| 1993                                                                  | "Wheel of Fortune" (re-release)         | 39                            | —                             | 6                             | —                             | 15                            | 21                            | 4                             | 5                             | 20                            | —                             | - GER: Arany                                                                            | Happy Nation/The Sign |
| 1993                                                                  | "Happy Nation"                          | 4                             | 80                            | 6                             | —                             | 1                             | 1                             | 7                             | 23                            | 40                            | —                             | - FRA: Ezüst - GER: Arany                                                               | Happy Nation/The Sign |
| 1993                                                                  | "Waiting for Magic"                     | 19                            | —                             | —                             | —                             | 5                             | —                             | —                             | —                             | —                             | —                             |                                                                                         | Happy Nation/The Sign |
| 1993                                                                  | "The Sign"                              | 2                             | 1                             | 3                             | 1                             | 1                             | 5                             | 1                             | 4                             | 2                             | 1                             | - AUS: Platina - AUT: Arany - GER: Platina - UK: Arany - US: Platina                    | Happy Nation/The Sign |
| 1994                                                                  | "Don't Turn Around"                     | 11                            | 19                            | 8                             | 1                             | 3                             | 17                            | 6                             | 14                            | 5                             | 4                             | - GER: Arany - US: Arany                                                                | Happy Nation/The Sign |
| 1994                                                                  | "Living in Danger"                      | 28                            | 103                           | 19                            | 7                             | —                             | 36                            | 23                            | 26                            | 18                            | 20                            |                                                                                         | Happy Nation/The Sign |
| 1995                                                                  | "Lucky Love"                            | 1                             | 30                            | 14                            | 6                             | 1                             | 9                             | 13                            | 19                            | 20                            | 30                            |                                                                                         | The Bridge            |
| 1995                                                                  | "Beautiful Life"                        | 22                            | 11                            | 24                            | 3                             | 3                             | 10                            | 20                            | 33                            | 15                            | 15                            | - AUS: Arany                                                                            | The Bridge            |
| 1996                                                                  | "My Déja Vu" (promóciós kislemez)       | —                             | —                             | —                             | —                             | —                             | —                             | —                             | —                             | —                             | —                             |                                                                                         | The Bridge            |
| 1996                                                                  | "Never Gonna Say I'm Sorry"             | 24                            | 79                            | 38                            | 70                            | 17                            | 41                            | 44                            | —                             | —                             | 106                           |                                                                                         | The Bridge            |
| 1998                                                                  | "Angel Eyes" (promóciós kislemez)       | —                             | —                             | —                             | —                             | —                             | —                             | —                             | —                             | —                             | —                             |                                                                                         | The Bridge            |
| 1998                                                                  | "Life Is a Flower"                      | 5                             | —                             | 15                            | —                             | 3                             | 16                            | 20                            | 18                            | 5                             | —                             | - SWE: Arany - UK: Ezüst                                                                | Flowers               |
| 1998                                                                  | "Cruel Summer"                          | 33                            | 59                            | 28                            | 6                             | 11                            | 24                            | 28                            | 21                            | 8                             | 10                            | - US: Arany                                                                             | Flowers               |
| 1998                                                                  | "Whenever You're Near Me"               | —                             | —                             | —                             | 51                            | —                             | —                             | —                             | —                             | —                             | 76                            |                                                                                         | Flowers               |
| 1998                                                                  | "Donnie" (promóciós kislemez)           | —                             | —                             | —                             | —                             | —                             | —                             | —                             | —                             | —                             | —                             |                                                                                         | Flowers               |
| 1998                                                                  | "Travel to Romantis"                    | —                             | —                             | —                             | —                             | —                             | —                             | 61                            | —                             | —                             | —                             |                                                                                         | Flowers               |
| 1998                                                                  | "Always Have, Always Will"              | —                             | 61                            | 29                            | —                             | —                             | —                             | 47                            | —                             | 12                            | —                             |                                                                                         | Flowers               |
| 1998                                                                  | "Tokyo Girl" (promóciós kislemez)       | —                             | —                             | —                             | —                             | —                             | —                             | —                             | —                             | —                             | —                             |                                                                                         | Flowers               |
| 1999                                                                  | "Everytime It Rains"                    | —                             | —                             | —                             | —                             | —                             | —                             | —                             | —                             | 22                            | —                             |                                                                                         | Flowers               |
| 1999                                                                  | "Cecilia"                               | —                             | —                             | —                             | —                             | —                             | —                             | —                             | —                             | —                             | —                             |                                                                                         | Flowers               |
| 1999                                                                  | "C'est la Vie (Always 21)"              | 38                            | —                             | —                             | —                             | 11                            | —                             | 64                            | 100                           | —                             | —                             |                                                                                         | Singles of the 90s    |
| 1999                                                                  | "Love in December" (promóciós kislemez) | —                             | —                             | —                             | —                             | —                             | —                             | —                             | —                             | —                             | —                             |                                                                                         | Singles of the 90s    |
| 2000                                                                  | "Hallo Hallo"                           | —                             | —                             | —                             | —                             | 12                            | —                             | 99                            | —                             | —                             | —                             |                                                                                         | Singles of the 90s    |
| 2002                                                                  | "Beautiful Morning"                     | 14                            | —                             | 47                            | —                             | —                             | —                             | 38                            | 32                            | —                             | —                             |                                                                                         | Da Capo               |
| 2002                                                                  | "The Juvenile"                          | —                             | —                             | —                             | —                             | —                             | —                             | 78                            | —                             | —                             | —                             |                                                                                         | Da Capo               |
| 2002                                                                  | "Unspeakable"                           | 45                            | —                             | —                             | —                             | —                             | —                             | 97                            | —                             | —                             | —                             |                                                                                         | Da Capo               |
| 2009                                                                  | "Wheel of Fortune 2009"                 | —                             | —                             | —                             | —                             | —                             | —                             | —                             | —                             | —                             | —                             |                                                                                         | Greatest Hits         |
| 2010                                                                  | "All for You"                           | —                             | —                             | —                             | —                             | —                             | —                             | 38                            | —                             | —                             | —                             |                                                                                         | The Golden Ratio      |
| 2015                                                                  | "Would You Believe"                     | —                             | —                             | —                             | —                             | —                             | —                             | —                             | —                             | —                             | —                             |                                                                                         | Hidden Gems           |
| "—" nem volt slágerlistás helyezés, vagy nem jelent meg az országban. |                                         |                               |                               |                               |                               |                               |                               |                               |                               |                               |                               |                                                                                         |                       |

## Home Video
| The Sign – The Home Video                                             | - Megjelent: 1994. május 24. - Label: Arista - Formátum: VHS, LaserDisc             | 3 | - CAN: Arany - US: Arany |
| Happy Nation                                                          | - Megjelent: 1994. október 20. - Label: Polydor - Formátum: VHS                     | — |                          |
| Da Capo – The DVD                                                     | - Megjelent: 2002. november 11. - Label: Polydor - Formats: DVD                     | — |                          |
| The Universal Masters DVD Collection: Classic Ace of Base             | - Megjelent: 2005 augusztus 2. - Label: Polydor/Universal Music - Formátum: DVD     | — |                          |
| Greatest Hits                                                         | - Megjelent: 2008. november 18. - Label: Polydor/Universal Music - Formátum: DVD/CD | — |                          |
| "—" nem volt slágerlistás helyezés, vagy nem jelent meg az országban. |                                                                                     |   |                          |

## Videóklipek
Lista a hivatalosan megjelent Ace of Base dalokról, és az azokból készült megjelent videóklipekből.

| Év   | Dal                                               | Rendező          |
| ---- | ------------------------------------------------- | ---------------- |
| 1992 | "Wheel of Fortune"                                | Viking Nielson   |
| 1992 | "All That She Wants"                              | Matt Broadley    |
| 1993 | "Happy Nation"                                    | Matt Broadley    |
| 1993 | "The Sign"                                        | Mathias Julin    |
| 1994 | "Don't Turn Around"                               | Matt Broadley    |
| 1994 | "Living in Danger"                                | Matt Broadley    |
| 1995 | "Lucky Love"                                      | Rocky Schenk     |
| 1995 | "Beautiful Life" (Bubbles version)                | Richard Heslop   |
| 1995 | "Beautiful Life"                                  | Richard Heslop   |
| 1995 | "Never Gonna Say I'm Sorry" (Morph version)       | Richard Heslop   |
| 1995 | "Never Gonna Say I'm Sorry"                       | Richard Heslop   |
| 1996 | "Lucky Love" (US version)                         |                  |
| 1998 | "Life Is a Flower"                                |                  |
| 1998 | "Cruel Summer"                                    | Nigel Dick       |
| 1998 | "Cruel Summer" (US version)                       | Nigel Dick       |
| 1998 | "Cruel Summer" (French version featuring Alliage) |                  |
| 1998 | "Always Have Always Will"                         |                  |
| 1998 | "Travel to Romantis"                              | Andy Neumann     |
| 1999 | "C'est la Vie (Always 21)"                        | Patric Ullaeus   |
| 2002 | "Beautiful Morning"                               | Daniel Borjesson |
| 2003 | "Unspeakable"                                     | Daniel Borjesson |
| 2008 | "Wheel of Fortune 2009"                           |                  |
| 2010 | "All for You"                                     | Patric Ullaeus   |
| 2015 | "Would You Believe"                               | Trace Adam       |